# Ronografía

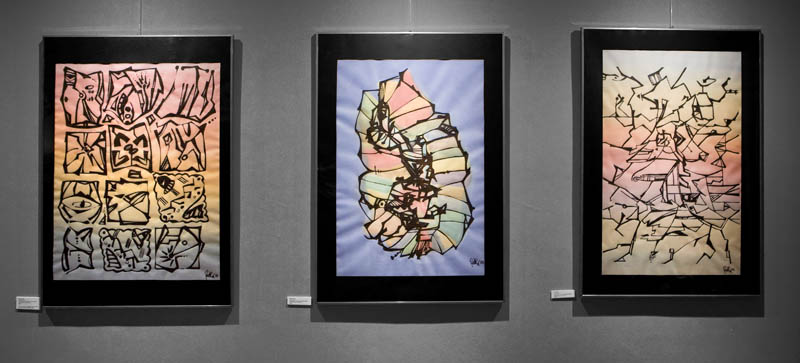
Ronografias de la serie ENRE2 (Rona Glantz, 2008).

Ronografía es una técnica artística que combina el arte digital con la pintura tradicional. El proceso consiste en el dibujo realizado con tinta sobre papel; este es trabajado digitalmente e impreso en papel poliéster y posteriormente sobrepuesto en pintura acuarela; el resultado final de este proceso es denominado ronografía. La técnica fue creada por la artista Rona Glantz en el año 2008.

## Memoria ENRE2
Nos enredamos y desenredamos a lo largo de nuestras vidas continuamente, con uno mismo, con las personas más cercanas y con aquellos que “casualmente” nos encontramos en el camino. La dinámica de estos enredos y enlaces evoluciona a lo largo de nuestra trayectoria, cambiándonos la forma de interpretar la realidad que nos rodea y por consiguiente nuestra percepción de ella.
Esta serie pretende transmitir dicha dinámica de constante evolución. Al observar el cuadro una y otra vez, se percibirán nuevas interpretaciones del mismo, invitándonos a reflexionar sobre la subjetividad de la manera de entender la realidad que nos envuelve.